# 滇中引水工程

工程规划示意图

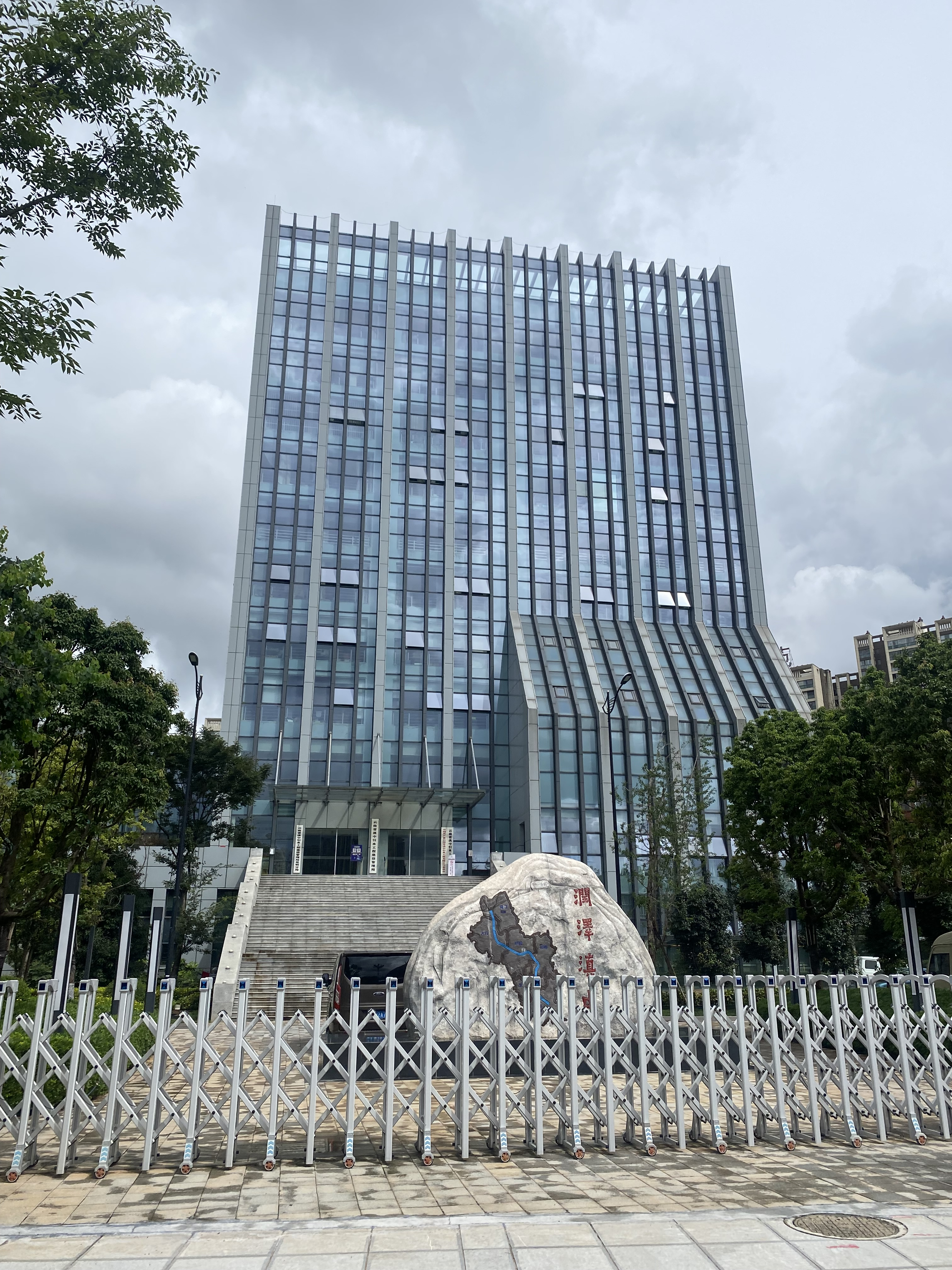
云南省滇中引水工程建设管理局

滇中引水工程是中国云南省一项在建的水利工程，旨在从金沙江干流引水至滇中地区，以缓解滇中地区的缺水问题。一期工程总投资约825.76亿元，二期工程总投资约440亿元，预计2026年10月竣工。该工程是云南省历史上投资规模最大的水利工程。

## 背景

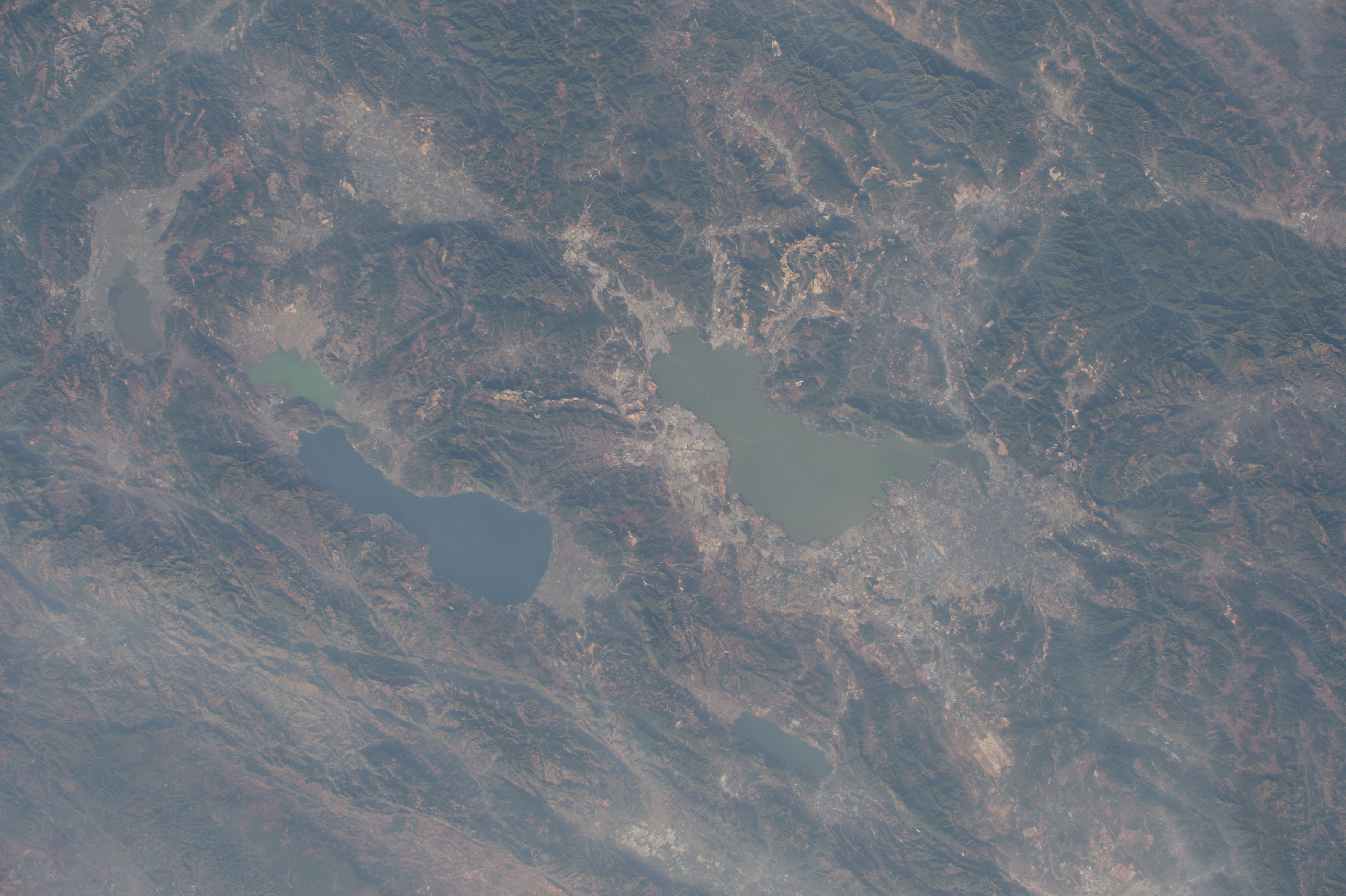
滇池和抚仙湖（从国际空间站拍摄），在本工程规划范围内，滇池流域缺水尤为严重

滇中地区是中国最干旱的地区之一，人均占有水资源量约700立方米，远低于缺水警戒线1,700立方米。同时，2018年滇中地区GDP占全省的68.4%。水资源的紧缺被称为“滇中地区可持续发展的最大制约瓶颈”。
从金沙江引水至滇中的构想，在20世纪50年代就由时任云南省副省长张冲提出。2016年，滇中引水工程列入“十三五”规划纲要。2017年4月，可行性研究报告获国家发展改革委批复。

## 建设

### 一期工程
一期工程由水源工程和输水工程组成。水源工程位于丽江市玉龙县石鼓镇，从金沙江取水并由泵站提水至总干渠。输水工程起自石鼓镇望城坡，途经丽江市、大理州、楚雄州、昆明市、玉溪市，终点为红河州个旧市大屯街道新坡背，输水总干渠分为大理Ⅰ段（望城坡～长育村）、大理Ⅱ段（长育村～万家）、楚雄段（万家～罗茨）、昆明段（罗茨～新庄）、玉溪红河段（新庄～蒙自）5段，全长664.24公里，其中58座主隧洞全长611.99公里。一期工程总投资约825.76亿元，总工期96个月。

### 二期工程
二期工程由输水工程、提水工程和调蓄工程组成，分骨干工程和配套工程。骨干工程包括9条输水干线和1条滇池引出线，线路全长114公里；配套工程布置干支线168条，线路全长1,769公里。二期工程总投资约440亿元，总工期70个月，2022年8月26日启动全面建设。

## 影响
滇中引水工程受水区包括丽江市、大理州、楚雄州、昆明市、玉溪市、红河州的35个县（市、区）及滇池、杞麓湖和异龙湖，受惠国土面积为3.69万平方公里，惠及1,112万人口。建成后年平均引水量为34.03亿立方米，其中城镇和工业供水量22.29亿立方米、农业灌溉供水量5.02亿立方米、湖泊生态环境补水量6.72亿立方米。